# ماکسیمیلیان مایر-برت‌اشنایدر
ماکسیمیلیان مایر-برت‌اشنایدر (آلمانی: Maximilian Meyer-Bretschneider) بازیگر اهل آلمان است.
از فیلم‌ها یا مجموعه‌های تلویزیونی که وی در آن‌ها نقش داشته‌است، می‌توان به شریته و هشدار برای کبرا ۱۱ اشاره نمود.